# Die lange Nacht von 43
Die lange Nacht von 43 (Originaltitel: La lunga notte del ’43) ist ein Film von Florestano Vancini aus dem Jahr 1960 in Anlehnung an die Erzählung In einer Nacht des Jahres 1943 von Giorgio Bassani. In der DDR war der Kinotitel Die Nacht von Ferrara.

## Handlung
Der Apotheker Pino Barilari, der seit einer Geschlechtskrankheit nicht mehr gehen kann, sitzt Tag und Nacht an seinem Fenster gegenüber dem Castello Estense und beobachtet von dort das Leben in Ferrara. Seine Frau Anna, eine leidenschaftliche Kinogängerin, hat sich von ihm zurückgezogen und trifft eines Abends im Kino auf ihre ehemalige Jugendliebe Franco Villani. Franco ist von der Armee desertiert und versteckt sich im Haus seines antifaschistischen Vaters. Während die Liebe zwischen Anna und Franco wieder auflebt, lässt der machthungrige Faschist Carlo Aretusi den Kommandanten der faschistischen Miliz ermorden, weil dieser ihm zu nachgiebig gegenüber den liberalen Bürgern ist. Dieser Mord wird den Antifaschisten angelastet und der neue Kommandant Aretusi lässt in einer Nacht-und-Nebel-Aktion Gegner des Regimes verhaften und ohne Anklage sofort an der Schlossmauer unter dem Fenster von Pino Barlari erschießen. Unter den Ermordeten ist auch Francos Vater. Anna, die von ihrer ersten Nacht mit Franco zurückkehrt, sieht die Toten und versucht ihren Mann zu überzeugen, dass er die Namen der Mörder nennen muss. Pino aber schweigt. Anna geht zu Franco zurück, um ihn über die Beobachtung ihres Mannes in Kenntnis zu setzen, aber dieser will nichts mehr von ihr wissen, weist sie zurück und plant seine Flucht in die Schweiz. Völlig verzweifelt kommt Anna zur Apotheke zurück und sieht, wie Aretusi Pino von der Straße aus zuzwinkert. Er hat ihn vorher unter Druck gesetzt, sodass dieser weiter schweigen wird. Anna geht schweigend und verzweifelt aus dem Bild.
Jahre später kommt Franco Villani mit Ehefrau und Sohn auf einer Reise nach Rom durch Ferrara. Er zeigt seiner Familie, wo sein Vater ermordet wurde. Der neue Apotheker kennt Anna nicht und Pino ist schon vor einigen Jahren gestorben. Danach in einem Café wird er überschwänglich vom Mörder seines Vaters, dem einstigen Kommandanten Carlo Aretusi, gen. Dracula, begrüßt. Mario gibt ihm die Hand.

## Rezeption
Die Nacht von Ferrara sei ein „atmosphärisch dichter, gesellschaftskritischer Film“, schreibt das Lexikon des internationalen Films.

## Auszeichnungen
- 1960: Internationale Filmfestspiele von Venedig – Preis für das Beste Erstlingswerk
- 1961: Sindacato Nazionale Giornalisti Cinematografici Italiani – Auszeichnung für Enrico Maria Salerno als Bester Nebendarsteller